# 萨马提亚的圣美纳斯教堂

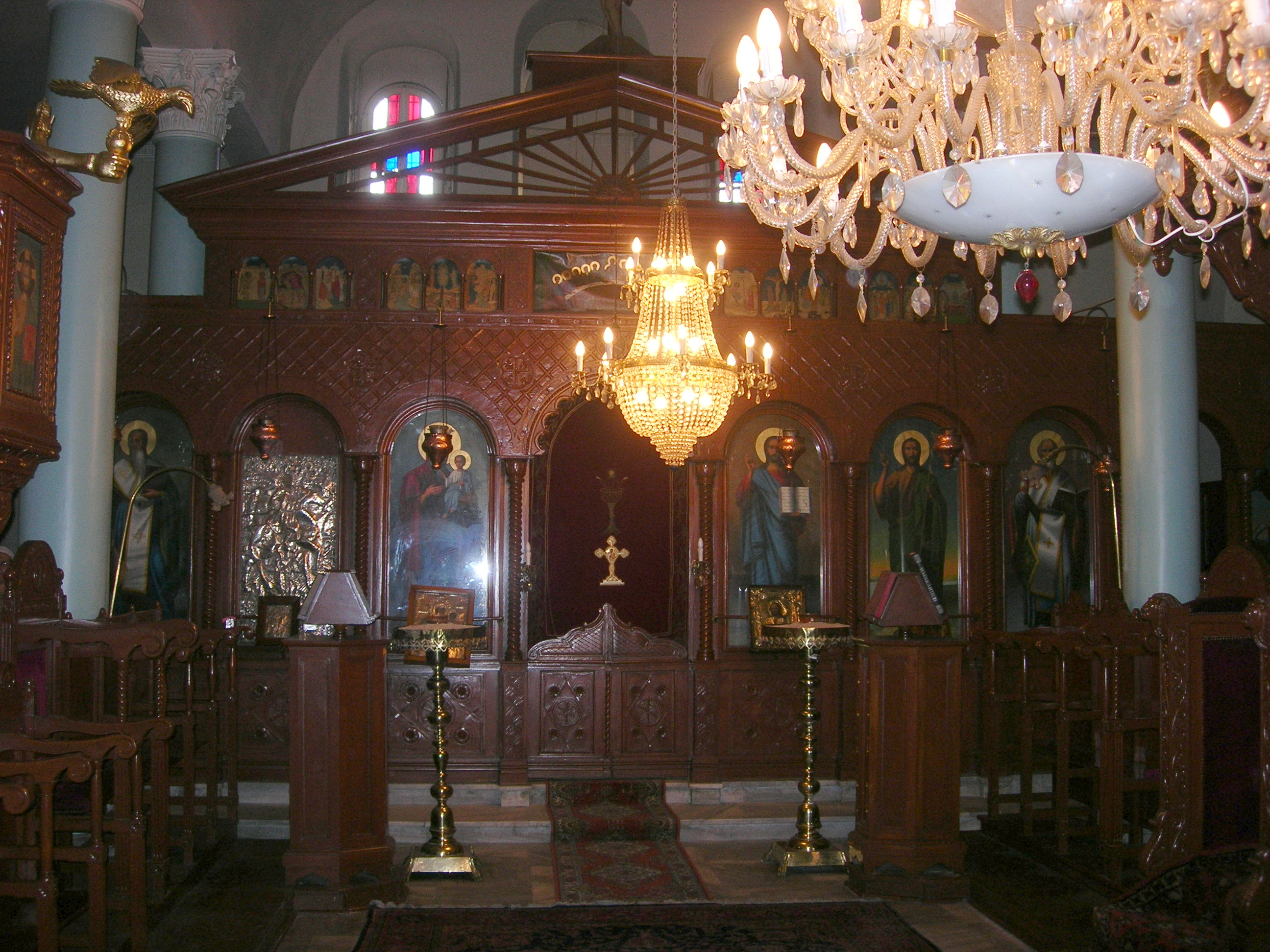
圣美纳斯教堂内部

圣美纳斯教堂（希臘語：Ἄγιος Μηνάς）是土耳其伊斯坦布尔的一座东正教教堂。于1833年建于4至5世纪早期基督教的一座殉道堂遗迹旁。现代教堂和旁边的一处圣水源都是奉献给圣美纳斯的。
该教堂位于伊斯坦布尔法蒂赫区科贾·穆斯塔法帕夏街道（古时称为萨马提亚）。它位于君士坦丁堡城墙内，距离马尔马拉海不远处的一个高地上。